# Artaxias III
Artaxias III of Zeno-Artaxias (Grieks: Άρταξίας) was koning van het koninkrijk Armenië tussen 18 en 35 na Chr.. Via Marcus Antonius was hij gelinkt aan de Romeinse Julisch-Claudische dynastie. Zijn vader was Polemon I van het koninkrijk Pontus, zijn broer was Polemon II.
Na de dood van Vonones I werd hij met steun van Germanicus Julius Caesar op de Armeense troon gezet (Armenië was een vazalstaat van Rome). Hij werd in de stad Artaxata tot koning gekroond, vandaar dat zijn naam veranderde van Zeno naar Zeno-Artaxias. 
Artaxias regeerde tot zijn dood in 35. Hij werd opgevolgd door Arsaces I, een van de zonen van koning Artabanus II van de Parthen. Artaxias is nooit getrouwd geweest en heeft geen kinderen gehad.